# Ángel Lafita
Ángel Imanol Lafita Castillo (Zaragoza, Aragón, España, 7 de agosto de 1984), más conocido como Ángel Lafita, es un exfutbolista español. Jugaba como mediapunta y su último equipo fue el Al-Jazira Sporting Club de la Liga Árabe del Golfo.

## Trayectoria
La mayor parte de su carrera deportiva está ligada al Real Zaragoza donde debutó en la jornada primera de la temporada 2005-06, en el partido contra el Atlético de Madrid y el club maño, que finalizó con empate a cero. Familiarmente también está relacionado con otros dos exzaragocistas, es hijo de Juan Ángel Lafita Garrido y sobrino de Javier Villarroya. Además su hermano, Ignacio, es también futbolista, formado en la cantera blanquilla.
Sus condiciones como jugador son gran velocidad y mucha llegada al área. En el año 2007, Lafita fue traspasado al Deportivo de La Coruña, guardándose el Real Zaragoza una opción de recompra para las tres siguientes temporadas.
Durante su primera temporada en el Depor, y tras realizar una discreta primera vuelta, firmó grandes actuaciones contra diversos clubes que consiguieron que adquiriera el reconocimiento de la afición. En la segunda vuelta, marcó tres goles más.
En su segunda campaña como blanquiazul, después de superar una apendicitis volvió a marcar un gol contra el Valencia y en la jornada siguiente contra el  Numancia. Y más tarde dos goles más frente al Real Betis.
En la temporada 2008-2009 fue clave en los esquemas de su entrenador Miguel Ángel Lotina, convirtiéndose, al término de la temporada, en el máximo goleador del equipo coruñés con 8 tantos. Tras sus destacadas actuaciones en la Liga BBVA el seleccionador nacional, Vicente del Bosque, se planteó convocarlo para la Selección Española de Fútbol. Clubes importantes como el Liverpool FC y el Atlético de Madrid siguieron durante la temporada detalladamente la progresión de Ángel Lafita de cara a una futura incorporación.
El día 31 de agosto de 2009, a falta de unos minutos para el cierre del mercado de fichajes, el Real Zaragoza hizo efectivo un pago de 2 millones de euros por el jugador para ejercer su opción de recompra, pero el Deportivo se negó a traspasarlo alegando que el pago debía ser de 3,5 millones de euros más IVA. Esto provocó el enfrentamiento entre las directivas de ambos clubes que interpretaban dicha cláusula de diferente forma tanto en las fechas como en las cantidades que se debían abonar. El 15 de septiembre de 2009 la LFP decidió que el Real Zaragoza era el club que tenía de forma provisional los derechos sobre el jugador, aunque no especificó en primera instancia el coste final que tendría la operación, que era el principal desacuerdo entre los dos clubes. Tras el recurso presentado por el Deportivo ante el comité de licencias de la LFP, esta decidió finalmente el 28 de septiembre dar definitivamente la razón al Real Zaragoza, el jugador fue presentado en el Estadio de La Romareda el 29 de septiembre. Al término de la temporada, el 8 de junio de 2011, un juzgado de La Coruña dio la razón al Deportivo de La Coruña en este asunto, lo que llevó al presidente de la entidad herculina, Augusto César Lendoiro, a pedir el descenso de categoría del Real Zaragoza.
El 29 de mayo de 2012 el presidente del Getafe, Ángel Torres hace oficial el fichaje de Ángel Lafita por el Getafe Club de Fútbol para las cuatro siguientes temporadas.
En enero de 2016 es traspasado por el Getafe C. F. al Al-Jazira Sporting Club de los Emiratos Árabes Unidos.
En julio de 2017, tras una temporada y media, rescinde su contrato con el Al-Jazira. El día 2 de abril de 2018 anuncia su retirada con 33 años, tras casi un año sin equipo.

## Clubes
| Club                         | País                   | Año       |
| ---------------------------- | ---------------------- | --------- |
| Real Zaragoza "B"            | España                 | 2003-2005 |
| Real Zaragoza                | España                 | 2005-2007 |
| R. C. Deportivo de La Coruña | España                 | 2007-2009 |
| Real Zaragoza                | España                 | 2009-2012 |
| Getafe C. F.                 | España                 | 2012-2016 |
| Al-Jazira S. C.              | Emiratos Árabes Unidos | 2016-2017 |

## Palmarés

### Torneos nacionales
| Título               | Club            | País                   | Año  |
| -------------------- | --------------- | ---------------------- | ---- |
| Copa del Presidente  | Al-Jazira S. C. | Emiratos Árabes Unidos | 2016 |
| Liga Árabe del Golfo | Al-Jazira S. C. | Emiratos Árabes Unidos | 2017 |